# The Man He Killed
The Man He Killed

Had he and I but met 

By some old ancient inn,

We should have set us down to wet

Right many a nipperkin!

But ranged as infantry,

And staring face to face,

I shot at him as he at me,

And killed him in his place.

I shot him dead because—

Because he was my foe,

Just so: my foe of course he was;

That's clear enough; although 

He thought he'd 'list, perhaps,

Off-hand like—just as I—

Was out of work—had sold his traps—

No other reason why. 

Yes; quaint and curious war is!

You shoot a fellow down

You'd treat, if met where any bar is,

Or help to half a crown.

The Man He Killed is een gedicht van de Engelse romanschrijver en dichter Thomas Hardy. Het werd geschreven in 1902, ten tijde van de Tweede Boerenoorlog in Zuid-Afrika. Het gedicht telt twintig regels in het rijmschema abab, cdcd, etc.
Het gedicht is geschreven in de ik-vorm en toont in wezen een anti-oorlogsstandpunt. De zinloosheid van de oorlog komt duidelijk naar voren, in zoverre dat de dichter beweert dat de man die hij, kennelijk tot zijn spijt, had moeten doden, even goed een vriend of vreemdeling had kunnen zijn die hij een drankje had aan kunnen bieden in een plaatselijke kroeg.
De term nipperkin verwijst naar een kleine hoeveelheid bier, wijn of een andere drank.
Foe is een aanduiding voor de vijand. Gesuggereerd wordt dat de tegenstander zich waarschijnlijk zonder veel nadenken had aangemeld bij het leger (He thought he'd 'list, perhaps), evenals de spreker zelf. Mogelijk was hij werkloos en had hij zijn spullen (traps) verkocht omdat hij geen ander emplooi kon vinden.
De conclusie is dat men kennelijk in staat is iemand te doden die in andere omstandigheden een welkome vreemdeling of wellicht zelfs een vriend zou kunnen zijn.